# Soma (bebida)
Sóma (Devanagari : सोम), na tradição védica, é uma bebida de uso ritual importante entre os primeiros indo-arianos védicos. É mencionado no Rigueveda, particularmente no Soma Mandala. Guitá menciona a bebida no capítulo 9. É equivalente ao haoma iraniano.
Os textos descrevem a preparação do soma por meio da extração do suco de uma planta, cuja identidade é atualmente desconhecida e debatida entre os estudiosos. Nas religiões antigas da religião védica histórica e no zoroastrismo, o nome da bebida e da planta não são exatamente os mesmos.
Há muita especulação sobre a identidade mais provável da planta original. Relatos tradicionais indianos, como os de praticantes de Ayurveda, medicina Siddha e Somayajna identificam a planta como "Somalata" (Sarcostemma acidum ). Pesquisadores não-indianos propuseram candidatos, incluindo o Amanita muscaria; Cogumelos com psilocibina, Psilocybe cubensis; arruda selvagem ou síria, Peganum harmala; e ma huang, Ephedra sinica.

## Etimologia
Soma é uma palavra sânscrita védica que significa literalmente "destilar, extrair, polvilhar", frequentemente associada ao contexto de rituais.
O cognato avéstico de Soma é o haoma . Segundo Geldner (1951), a palavra é derivada das raízes indo-iranianas *sav- (sânscrito sav-/su ) "espremer", ou seja, *sau-ma- é a bebida preparada pressionando os talos de uma planta, mas a palavra e as práticas relacionadas foram emprestadas pelos indo-arianos da cultura de Báctria-Margiana. Embora a palavra seja atestada apenas nas tradições indo-iranianas, Manfred Mayrhofer propôs uma origem proto-indo-europeia a partir da raiz *sew(h)-.

## Origens
A religião védica era a religião de algumas das tribos indo-arianas védicas, os aryas, que migraram para a região do vale do rio Indo, no subcontinente indiano. Os indo-arianos eram falantes de um ramo da família linguística indo-europeia, que se originou na Cultura de Sintashta e se desenvolveu na Cultura de Andronovo, que por sua vez se desenvolveu a partir da cultura de curgã das estepes da Ásia Central. As crenças e práticas védicas da era pré-clássica estavam intimamente relacionadas com a hipótese de Religião proto-indo-europeia, e mostram relações com rituais da [[Cultura de Andronovo, da qual o povo indo-ariano descendeu. De acordo com Anthony, a antiga religião índica provavelmente surgiu entre imigrantes indo-europeus na zona de contato entre o Rio Zarafexã (atual Uzbequistão) e (atual) Irã. Era "uma mistura sincrética da velha Ásia Central e novos elementos indo-europeus" que emprestou "crenças e práticas religiosas distintas" da cultura de Báctria-Margiana. Esta influência sincrética é suportada por pelo menos 383 palavras não indo-europeias que foram emprestadas dessa cultura, incluindo o deus Indra e a bebida ritualística Soma. De acordo com Anthony,

Muitas das qualidades do deus indo-iraniano do poder/vitória, Veretragna, foram transferidas para o deus adotado Indra, que se tornou a divindade central do desenvolvimento da cultura índica antiga. Indra foi tema de 250 hinos, um quarto do Rig Veda. Ele foi associado mais do que qualquer outra divindade com Soma, uma droga estimulante (talvez derivada de Ephedra) provavelmente emprestada da religião Bactria-Margiana. Sua ascensão à proeminência foi uma característica peculiar dos falantes do antigo índico. 

## Nos Vedas
Nos Vedas, a mesma palavra (soma) é usada para a bebida, a planta e sua divindade. Beber soma produz imortalidade (Amrita, Rigueveda 8.48.3). Indra e Agni são retratados consumindo soma em grandes quantidades. Na ideologia védica, Indra bebia grandes quantidades de soma enquanto lutava contra o demônio serpente Vritra. O consumo de soma por seres humanos é bem atestado no ritual védico. O Soma Mandala do Rigueveda é totalmente dedicado ao Soma Pavamana, e se concentra em um momento do ritual em que a planta é pressionada, coada, misturada com água e leite e despejada em recipientes. Essas ações são descritas como uma representação de uma variedade de coisas, incluindo um rei conquistando território, a jornada do Sol pelo cosmos ou um touro correndo para acasalar com vacas (representadas pelo leite). O mito mais importante acerca do Soma é sobre seu roubo. Nele, Soma foi originalmente mantido cativo em uma cidadela no céu pelo arqueiro Kṛśānu. Um falcão roubou o Soma, escapando com sucesso de Kṛśānu, e entregou-o a Manu, o primeiro sacrificador. Além disso, o Soma está associado à lua no final do Rigueveda e ao período védico médio. Sūryā, a filha do Sol, às vezes é considerada a esposa de Soma.
O Rigueveda (8.48.3) diz:

ápāma sómam amŕ̥tā abhūma

áganma jyótir ávidāma devā́n

kíṃ nūnám asmā́n kr̥ṇavad árātiḥ

kím u dhūrtír amr̥ta mártiyasya
Este trecho pode ser traduzido literalmente como:

Nós bebemos o soma; nós nos tornamos imortais; fomos para a luz; encontramos os deuses.

O que a hostilidade pode fazer conosco agora, e o que a malícia de um mortal, ó imortal?
Além disso, considera o Rigueveda (8.79.2-6)  sobre o poder do Soma: "...Ele cobre os nus e cura todos os que estão enfermos. O cego vê; o coxo avança... Que aqueles que procuram encontrem o que procuram: que recebam o tesouro... Que encontre o que foi antes perdido; que empurre para a frente o homem da verdade....".Este trecho é indicativo de uma experiência com um enteógeno de alguma fonte... (Michael Wood (historiador), The Story of India).

## Haoma avéstico
O acabamento do haoma no zoroastrismo pode ser vislumbrado no Avestá (particularmente no Iaste Hōm, Iasna 9), e o avéstico *hauma também sobreviveu como o persa médio hōm. A planta haoma produzia o ingrediente essencial para a bebida ritualística, parahaoma .
Em Iasna 9.22, haoma concede "velocidade e força aos guerreiros, filhos excelentes e justos aos que dão à luz, poder espiritual e conhecimento aos que se dedicam ao estudo dos nasks". Como a principal divindade do culto da religião, ele passou a ser percebido como seu sacerdote divino. Em Iasna 9.26, diz-se que Aúra-Masda o investiu com o cinto sagrado e, em Iasna 10.89, que instalou haoma como o "sacrifício zaotar" (sânscrito hotar) para si mesmo e para Amexa Espenta.

## Menções pós-védicas
O Soma foi mencionado no capítulo 9, verso 20 do Bagavadeguitá:

Aqueles que realizam ações (conforme descritas nos três Vedas), desejando o fruto dessas ações, e aqueles que bebem o suco da pura planta Soma, são limpos e purificados de seus pecados passados.

Aqueles que desejam o céu (a Morada do Senhor conhecida como Indralok) alcançam o céu e desfrutam de seus prazeres divinos adorando-me através da oferta de sacrifícios.

Assim, ao realizar uma boa ação (Karma, conforme descrito pelos três Vedas), a pessoa sempre receberá, sem dúvida, um lugar no céu onde desfrutará de todo o prazer divino que é desfrutado pelas divindades.
O Programa de Meditação Transcendental-Sidhis de Maharishi Mahesh Yogi envolve uma noção de "soma", que se diz ser baseada no Rigueveda.

## Candidatos à planta
Muita especulação tem sido feita sobre a planta original de Sauma. Os candidatos sugeridos incluem mel, cogumelos, plantas psicoativas e outras ervas.
Quando o ritual de somayajna é realizado hoje em dia no sul da Índia pelos tradicionais Srautas, chamados Somayajis, a planta utilizada é a somalatha (sânscrito: trepadeira de soma, Sarcostemma acidum), que é obtida como uma videira sem folhas.
Desde o final do século 18, quando Abraham Hyacinthe Anquetil-Duperron e outros disponibilizaram partes do Avestá para estudiosos ocidentais, vários estudiosos buscaram um equivalente botânico representativo do haoma, conforme descrito nos textos e usado na prática zoroastriana viva. No final do século 19, foi descoberto que os zoroastristas altamente conservadores de Yazd, Irã, usavam ephedra, que era conhecido localmente como hum ou homa e que eles a exportavam para os zoroastristas indianos.
Durante a bolsa de estudos da era colonial britânica, a cannabis foi proposta como candidata a soma por Jogesh Chandra Ray, The Soma Plant (1939)  e por BL Mukherjee (1921).
No final dos anos 1960, vários estudos tentaram estabelecer o soma como uma substância psicoativa . Várias propostas foram feitas, incluindo uma em 1968 pelo banqueiro americano R. Gordon Wasson, um etnomicólogo amador, que afirmou que o soma era um inebriante, mas não cannabis, e sugeriu o cogumeloAmanita muscaria como o provável candidato. Desde sua introdução em 1968, essa teoria ganhou detratores e seguidores na literatura antropológica. Wasson e seu co-autor, Wendy Doniger O'Flaherty, traçaram paralelos entre as descrições védicas e relatos de usos siberianos do cogumelo em rituais xamânicos .
Em 1989, Harry Falk observou que, nos textos, tanto o haoma quanto o soma foram ditos como capazes aumentar o estado de alerta e a consciência, não coincidindo com os efeitos de alteração da consciência de um enteógeno e que "não há nada xamânico ou visionário no início do védico ou em antigos textos iranianos", (Falk, 1989). Falk também afirmou que as três variedades de efedra que produzem efedrina (Ephedra gerardiana, E. major procera e E. intermedia ) também têm as propriedades atribuídas ao haoma pelos textos do Avestá. (Falk, 1989) Na conclusão do workshop Haoma-Soma de 1999 em Leiden, Jan E. M. Houben escreveu: "apesar das fortes tentativas de acabar com a efedra por aqueles que estão ansiosos para ver sauma como um alucinógeno, seu status como um candidato sério para o Soma Rigvédico e Haoma Avéstico ainda permanecem" (Houben, 2003).
O arqueólogo soviético Viktor Sarianidi escreveu que havia descoberto vasos e morteiros usados para preparar soma em templos zoroastriastias no Complexo Arqueológico Bactria-Margiana . Ele disse que os vasos revelaram resíduos e impressões de sementes deixadas para trás durante a preparação do soma. Isso não foi sustentado por investigações posteriores. Alternativamente, Mark Merlin, que revisitou o assunto da identidade do soma mais de trinta anos depois de escrever originalmente sobre ele afirmou que há necessidade de mais estudos sobre as ligações entre o soma e o Papaver somniferum. (Merlim, 2008).
Em seu livro Food of the Gods, o etnobotânico Terence McKenna postula que o candidato mais provável para o soma é o cogumelo Psilocybe cubensis, um cogumelo alucinógeno que cresce em esterco de vaca em certos climas. McKenna cita as tentativas malsucedidas de Wasson e suas próprias usando Amanita muscaria para atingir um estado psicodélico como evidência de que não poderia ter inspirado a adoração e o louvor do soma. McKenna aponta ainda que a 9ª mandala do Rig Veda faz extensas referências à vaca como a personificação do soma. 
Segundo Michael Wood, as referências à imortalidade e à luz são características de uma experiência enteogênica.